# Ковталюк, Николай Андреевич
Никола́й Андре́евич Ковталю́к (укр. Мико́ла Андрі́йович Ковталю́к; род. 26 апреля 1995, Самбор, Львовская область) — украинский футболист, нападающий клуба «Ботошани».

## Биография
Николай Ковталюк родился 26 апреля 1995 года в городе Самбор Львовской области. Выступал в ДЮФЛУ за команды «Княжа» (2008—2011) и ЛДУФК (Львов) (2011—2012). В 2013 году в составе молодёжной команды львовских «Карпат» сыграл 26 матчей и отметился 3 голами. В сезоне 2013/14 выступал за «Ильичёвец».
Первым профессиональным клубом Ковталюка стала «Полтава». Дебютировал в составе команды 5 октября 2014, в матче 11-го тура первой лиги Украины против криворожского «Горняка». В том поединке полтавчане уступили со счётом 1:2. Ковталюк вышел на поле на 81-й минуте, заменив Максима Лесного. На шестой добавленной к матчу минуте отличился дебютным в профессиональной карьере голом. Всего в составе полтавского клуба сыграл 4 матча.
Вторую часть сезона 2014/15 провёл в составе клуба «Земплин-2» (Михайловце), выступавшего в третьей лиге Словакии, но по итогам сезона команда вылетела и впоследствии была расформирована. Игрок покинул клуб и стал свободным агентом.
Летом 2015 года, на правах свободного агента перешёл в киевский «Арсенал», заключив контракт сроков на один год. 8 августа дебютировал за клуб в выездном матче 3-го тура второй лиги Украины против ковалёвского «Колоса». Встреча завершилась минимальной победой гостей. Ковталюк вышел на поле в стартовом составе и отыграл весь матч. Дебютным голом в составе «Арсенала» отличился уже в следующем туре, 15 августа 2015 года, в домашнем матче против «Кристалла» Херсон. Хозяева одержали победу со счётом 2:1. Ковталюк в том поединке вышел на поле на пятьдесят шестой минуте, заменив Руслана Черненко, а на восемьдесят седьмой минуте отличился голом, сразу после чего получил жёлтую карточку. В составе «Арсенала» провёл сезон 2015/16, сыграв в чемпионате Украины 17 матчей и отметившись шестью голами, ещё одну игру в составе киевской команды провёл в Кубке Украины.
Сезон 2016/17 начал в составе клуба «Колос» (Ковалёвка), после чего в феврале 2017 года футболиста арендовал грузинский клуб «Колхети-1913», за который он сыграл 16 матчей и забил 10 мячей. По окончании аренды заключил полноценный контракт с тбилисским «Динамо», в составе которого провёл девять матчей и стал серебряным призёром чемпионата Грузии. Зимой 2018 года подписал контракт с командой «Дила» Гори.

## Достижения

### Командные
«Динамо» Тбилиси
- Серебряный призёр чемпионата Грузии: 2017

«Дила» Гори
- Бронзовый призёр чемпионата Грузии: 2020

«Ворскла»
- Финалист Кубка Украины: 2023/24

### Личные
- Лучший бомбардир чемпионата Грузии: 2020